# Blutbrustwürger
Der Blutbrustwürger (Malaconotus cruentus) ist ein Vogel aus der Familie der Buschwürger (Malaconotidae).
Er ist großteils sympatrisch mit dem Lagdenwürger (Malaconotus lagdeni),
die Nominatform des Monteirowürgers (Malaconotus monteiri) wurde als Farbmorphe des Blutbrustwürgers betrachtet.
Der Vogel kommt in Subsahara-Afrika im tropischen Regenwald vor von Guinea und Sierra Leone bis zur Demokratischen Republik Kongo und dem äußersten Westen Ugandas.
Der Lebensraum umfasst Tiefwald bis 1500, seltener bis 1900 m Höhe, Primärwald mit etwas offeneren Zonen, verlassene Farmen, Sekundärwald, Waldrand und baumbestandene Gärten.
Der Artzusatz kommt von lateinisch cruentus ‚blutig‘.
Der Blutbrustwürger ist ein Standvogel.

## Merkmale
Die Art ist 23–26 cm groß, das Männchen wiegt zwischen 68 und 80, das Weibchen zwischen 70 und 91 g, ein ungewöhnlich großer, eindrucksvoller Buschwürger mit einem massiven Hakenschnabel, einer tiefen Einkerbung der Schnabelkante hinter dem Haken und drei Nasen- und fünf Rippenborsten auf jeder Schnabelseite.
Es gibt zwei Farbmorphen, eine gelbe und eine rote sowie Übergangsformen.
Stirn, Zügel und Umgebung des Auges sind weiß, Scheitel, Nacken und Ohrdecken grau, scharf abgesetzt von der roten, orangefarbenen oder gelben Kehle mit allmählichem Übergang in das olivgrüne Gefieder an Mantel, Rücken, Flügeln, Bürzel und dem gerundeten Schwanz mit gelben Spitzen und breiter schwarzer Subterminalbinde. Die Oberarmschwingen haben breite gelbe Spitzen. Kinn, Kehle und Brust sind scharlachrot, rot, orange oder gelb gefärbt, die Unterseite einschließlich der Unterschwanzdecken ist leuchtend gelb.
Die Geschlechter unterscheiden sich nicht, Jungvögel sind zunächst von Stirn bis Nacken und auf den Ohrdecken hellbraun, die Unterseite anfangs flauschig, an Kinn und Kehle weiß, blass graugelber Brust und schmaler schwarzer Schwanzbinde.
Die Art ist monotypisch.

## Stimme
Der Ruf des Männchens besteht aus 4–10 kurzen, hohl-klingenden „hoh“ Lauten ähnlich dem Flecken-Bartvogel (Tricholaema hirsuta). Charakteristisch ist ein scharfer, schneller werdender Triller „krrrièèèk“ oder ein aufgeregtes „rrrourourou“. Flügelschlagen und Schnabelklicken können dazukommen.

## Lebensweise
Die Nahrung besteht hauptsächlich aus Insekten wie Käfern, Zikaden, Heuschrecken, Mantidae, Schmetterlingen und deren Larven, die bevorzugt in den Wipfeln gesucht werden, aber auch in dichtem Unterwuchs.
Über die Brutzeit ist wenig bekannt, wohl zwischen Juni und April in Westafrika. Die Art gilt als standorttreu. Das Gelege besteht aus 2–3 Eiern.

## Gefährdungssituation
Der Bestand gilt als „nicht gefährdet“ (Least Concern).